# Rdumijiet ta´ Malta: Ir-Ramla taċ-Ċirkewwa sal-Ponta ta´ Bengħisa
Rdumijiet ta´ Malta: Ir-Ramla taċ-Ċirkewwa sal-Ponta ta´ Bengħisa este o arie protejată (arie specială de conservare — SAC, sit de importanță comunitară — SCI) din Malta întinsă pe o suprafață de 2.315,1 ha, integral pe uscat.

## Localizare
Centrul sitului Rdumijiet ta´ Malta: Ir-Ramla taċ-Ċirkewwa sal-Ponta ta´ Bengħisa este situat la coordonatele 35°53′16″N 14°22′22″E / 35.8877°N 14.3727°E.

## Înființare
Situl Rdumijiet ta´ Malta: Ir-Ramla taċ-Ċirkewwa sal-Ponta ta´ Bengħisa a fost declarat sit de importanță comunitară în aprilie 2004.

## Biodiversitate
Situată în ecoregiunea mediteraneană, aria protejată conține 19 habitate naturale: Recifuri, Vegetație anuală la limita mareei, Faleze cu vegetație de Limonium spp. endemic de pe coastele mediteraneene, Pășuni mediteraneene udate de apa mării (Juncetalia maritimi), Tufărișuri halofile mediteraneene și termo-atlantice (Sarcocornetea fruticosi), Stepe sărăturate mediteraneene (Limonietalia), Dune mobile cu vegetație embrionară, Iazuri temporare mediteraneene, Matorral arborescenți cu Laurus nobilis, Tufărișuri termo-mediteraneene și de pre-deșert, Phrygana din Mediterana de Vest de pe vârfurile falezelor (Astragalo-Plantaginetum subulatae), Phrygana endemică cu Euphorbio-Verbascion, Pseudostepă cu ierburi și specii anuale de Thero-Brachypodietea, Pante stâncoase calcaroase cu vegetație casmofită, Peșteri inaccesibile publicului, Galerii de Salix alba și de Populus alba, Galerii și tufărișuri riverane sudice (Nerio-Tamaricetea și Securinegion tinctoriae), Păduri de Olea și Ceratonia, Păduri de Quercus ilex și Quercus rotundifolia.
La baza desemnării sitului se află mai multe specii protejate:
- plante (8): Anacamptis urvilleana, Cremnophyton lanfrancoi, Crepis pusilla, Elatine gussonei, Hyoseris frutescens, Linaria pseudolaxiflora, Palaeocyanus crassifolius, Petalophyllum ralfsii
- păsări (11): ciocârlie-cu-degete-scurte (Calandrella brachydactyla), Calonectris diomedea, Cettia cetti, Cisticola juncidis, porumbel (Columba livia), presură sură (Emberiza calandra), pescăruș argintiu (Larus cachinnans), mierlă albastră (Monticola solitarius), Puffinus yelkouan, Sylvia conspicillata, silvie mediteraneană (Sylvia melanocephala)
- mamifere (2): liliac cu urechi de șoarece (Myotis blythii), liliacul mic cu potcoavă (Rhinolophus hipposideros)
- reptile (1): Elaphe situla